# 艾德代爾 (科羅拉多州)
艾德代爾（英語：Idledale）是位於美國科羅拉多州傑佛遜縣的一個人口普查指定地區。

## 地理
艾德代爾的座標為39°39′57″N 105°14′39″W / 39.66583°N 105.24417°W，而該地最高點為海拔高度1971米（即6466英尺）。

## 人口
根據2010年美國人口普查的數據，艾德代爾的面積為0.72平方千米，均為陸地。當地共有人口252人，而人口密度為每平方千米350人。